# Project FIMATHU
Das Project FIMATHU (Facilitated Illegal Immigration Affecting Austria and Hungary), deren Bericht gelegentlich verkürzt „Schlepperbericht“ genannt wurde, war ein im September 2011 etabliertes, österreichisch-ungarisches Arbeitsanalyseprojekt der Europol (AWF CHECKPOINT) und sollte laut eigenen Angaben, eine „gemeinsame Antwort“ auf den „signifikanten Anstieg der illegalen Immigration“ darstellen, indem es „eine Schlepperdatenbank [erstellt], die den Ermittlern helfen soll, Daten abzugleichen und Informationen auszutauschen, um schneller und effektiver gegen Schlepper vorzugehen“).

## Entstehung
Laut einem Bericht des österreichischen Bundesministeriums für Inneres („Organisierte Schlepperkriminalität 2011“) kam es, „[a]ufgrund des Anstiegs von illegal eingereisten Personen vor allem ab den Sommermonaten“, zu „mehreren bilateralen Treffen der Innenminister von Österreich und Ungarn sowie von österreichischen und ungarischen Polizeidelegationen“ (d. i. die österreichische Innenministerin Johanna Mikl-Leitner, ihr ungarischer Amtskollege Sándor Pintér und Europol), bei denen „ein Fünf-Punkte-Programm zwischen Österreich und Ungarn festgelegt“ wurde. Das Projekt FIMATHU sollte – als ein Punkt dieses Programms – vom Nationalen Büro für Ermittlungen (Abteilung für illegale Migration in Budapest: NNI) und dem österreichischen Bundeskriminalamt (Büro 3.4 Menschenhandel und Schlepperei) umgesetzt werden.

## Ergebnis
Als Ergebnis des Projekts wurden, wie Europol im Dezember 2012 berichtete, insgesamt in den zwei Staaten 7249 illegal Eingewanderte aufgegriffen und 891 Fälle von Schmuggel festgestellt. Dabei wurden Daten von über 500 eingezogenen Mobiltelefonen ausgewertet. In der Folge interessierten sich zehn weitere Staaten für die Arbeitsweise des Projekts: Bulgarien, Kroatien, Czech Republic; Deutschland, Polen; Rumänien, Serbien, Slovakeidie, Slovenien und die Schweiz.
Im Jahr 2016 gründete Europol das European Migrant Smuggling Centre (EMSC) zur Bekämpfung der Schlepperei. Ein wesentlicher Teil des EMSC ist das bereits 2015 gegründete Joint Operational Team Mare (JOT MARE), das sich mit Schlepperei über das Mittelmeer und damit zusammenhängender illegaler Migration befasst.